# توهم (فیلم ۲۰۱۳)
پارانویا (به انگلیسی: Paranoia) فیلمی در ژانر مهیج به کارگردانی رابرت لوکتیک است که در سال ۲۰۱۳ منتشر شد. لیام همسورث، گری الدمن، هریسون فورد، امبر هرد و آنجلا سارافیان از بازیگران این فیلم هستند.

## داستان
جوانی موفق و آینده دار به نام آدام، در میان دعوای دو میلیونر پر نفوذ قرار می‌گیرد که هر کدام اداره یک شرکت مهم و استراتژیک را برعهده دارد. اما بزودی وضعیت از این هم وخیم تر شده و آدام حالا وظیفه جاسوسی از طرفین را هم عهده‌دار می‌شود.

## بازیگران
- لیام همسورث در نقش آدم کسیدی
- گری الدمن در نقش نیکولاس وایت
- هریسون فورد در نقش جاک گودارد
- امبر هرد در نقش اما جنینگز
- آنجلا سارافیان در نقش اِلیسِن
- امبت دیویتس در نقش جودث بولتون
- لوکاس تیل در نقش اِرِن کسیدی
- ریچارد دریفوس در نقش فرنسز کسیدی
- جاش هالووی
- جولین مک‌ماهون

## تولید
عکاسی اصلی در ماه ژوئیه ۲۰۱۲ در فیلادلفیا آغاز شد و در پایان نوامبر ۲۰۱۲ برای فیلمبرداری بیشتر باز گشت. اولین تریلر این فیلم در ۶ ژوئن ۲۰۱۳ منتشر شد.